# Freddie Kingshott
Frederick John Kingshott (20 tháng 6 năm 1929 – 6 tháng 4 năm 2009) là một cầu thủ bóng đá người Anh, thi đấu cho Doncaster Rovers và Gillingham từ năm 1955 đến năm 1960.